# Fromis 9
fromis_9 (em coreano: 프로미스나인; romaniz.: Peulomiseunain; ou 프로미스 9), estilizado como fromis_9, é um grupo feminino sul-coreano formado pela CJ E&M através do reality show de 2017, Idol School. O grupo consistiu, no projeto do Idol School,  em nove integrantes: Saerom, Hayoung, Gyuri, Jiwon, Jisun, Seoyeon, Chaeyoung, Nakyung e Jiheon. Atuualmente, tem cinco integrantes: Hayoung, Jiwon, Chaeyoung, Nakyung e Jiheon. A ex-integrante Gyuri deixou o grupo em julho de 2022.Em de novembro de 2024, foi anunciado oficialmente o fim do contrato exclusivo entre o grupo e a empresa, e o consequente encerramento das atividades do grupo em 31 de dezembro do mesmo ano. As ex-integrantes Saerom, Jisun e Seoyeon optaram por não continuar na carreira musical. Em janeiro de 2025, as integrantes Hayoung, Jiwon, Charyoung e Jiheon assinaram com a empresa sul-coreana ASND para a formação de um grupo e optaram pela continuação no uso do nome "fromis_9" para suas atividades. 
O grupo estreou em 24 de janeiro de 2018, pela Stone Music Entertainment com o lançamento de seu primeiro extended play, To. Heart. Em setembro de 2018, foi confirmado que o grupo seria gerenciado pela Off The Record Entertainment, uma nova gravadora estabelecida pela Stone Music e em Agosto de 2021, o grupo passou a ser gerenciado pela Pledis Entertainment, uma subsidiária da HYBE Corporation.

## Nome
O nome do grupo Fromis foi sugerido por netizens por meio do website oficial do Idol School e escolhido pela CJ E&M, a qual descrita como "From Idol School", e "Promise" (Promessa) na pronúncia coreana, que também significa "Manter a promessa [Com os internautas] para ser o melhor grupo feminino". Com um anúncio de suas mídias sociais por meio da agência, o grupo decidiu adicionar o "9" no seu nome para ser Fromis 9.

## História

### Pré-estreia: Formação através doIdol SchooleGlass Shoes
Em março de 2017, foi anunciado que a Mnet (mesma produtora do Sixteen e Produce 101) lançaria um novo reality show de sobrevivência intitulado Idol School onde 41 participantes sem agência competiriam para ter a chance de estrear no grupo feminino que seria formado por 9 integrantes. O show iniciou em 13 de julho e terminou em 29 de setembro com Jisun, Hayoung, Saerom, Chaeyoung, Nakyung, Jiwon, Seoyeon, Jiheon e Gyuri como as noves integrantes do Fromis. A Pledis Entertainment, liderada pelo CEO Han Sung-soo, administrou o treinamento e a estreia do grupo.
Fromis estreou seu próprio programa de realidade em 19 de outubro, intitulado Fromis 'Room sobre continuar o caminho para a estreia. Seguiu o formato de uma transmissão simultânea, onde combinou materiais pré-gravados e repetições de transmissões do Facebook Live em seu dormitório. O nome do grupo foi posteriormente alterado para Fromis 9, após o episódio final do Fromis 'Room em 23 de novembro, com o "9" significando as nove alunas que se formaram no Idol School.
Em 29 de novembro, Fromis 9 apresentou seu single de pré-estreia intitulado "Glass Shoes" no Mnet Asian Music Awards de 2017 no Japão. A música foi lançada como single digital no dia seguinte. Elas também apresentaram a música no episódio de 15 de dezembro do Music Bank, marcando a primeira aparição do grupo em um programa musical.

### 2018: Estreia comTo. HearteTo. Day
Em 8 de janeiro, foi anunciado que Fromis 9 iria oficialmente estrear com seu primeiro EP intitulado To. Heart. O EP, junto com o single "To Heart", foi lançado em 24 de janeiro. O EP estreou no número 4 na Gaon Album Chart emitida em 27 de janeiro de 2018.
Em 10 de maio, foi confirmado que Gyuri iria participar como concorrente do Produce 48. Fromis 9 continuou como um grupo de oito integrantes e lançou seu segundo EP, To. Day, em 5 de junho, sem Gyuri, devido à sua participação no show. Fromis 9 voltou a ser um grupo de nove integrantes depois que Gyuri foi eliminada na 3ª eliminação do programa, ocupando o 25º lugar.
A partir de 21 de setembro, o Fromis 9 seria gerenciado pela Off The Record Entertainment, uma nova agência criada exclusivamente para o Fromis 9 e o grupo feminino nipo-sul-coreano, Iz One.
O grupo lançou um single em formato de álbum especial intitulado From.9 em 10 de outubro com a faixa-título, "Love Bomb". Foi o primeiro retorno com todos as 9 integrantes após o retorno de Gyuri.
Em 15 de outubro, o Fromis 9 fez sua estreia como atrizes em uma série na web, Welcome to Heal Inn, em sua página oficial do V Live. No entanto, foi filmado durante a ausência de Gyuri.

### 2019:Fun Factory
Em 8 de fevereiro de 2019, uma segunda curta temporada de Welcome to Heal Inn foi anunciada para a temporada de inverno, desta vez com Gyuri adicionada como nova viajante. Em maio, Gyuri fez sua estreia solo como atriz no web drama Compulsory Dating Education.
Em 4 de junho, o Fromis 9 lançou seu primeiro single em formato de álbum, Fun Factory, com a faixa-título "Fun!". O álbum chegou à 2ª posição na Gaon Album Chart, um novo recorde para o grupo.
2020: My Little Society
Em 16 de setembro, Fromis 9 lançou seu mini álbum, My Little Society, com a faixa título "Feel Good (SECRET CODE)", e outras 4 faixas 100% produzidas pelas próprias integrantes, como por exemplo, Starry Night, que foi produzida e composta pela rapper sul-coreana, Lee Seoyeon. O álbum chegou á primeira posição do Itunes US, além de ter ocupado a terceira posição no chart do Bugs e a primeira posição do Gaon Album Chart. O álbum contém mais de 50 mil cópias vendidas.

## Integrantes
- Saerom (hangul: 새롬), nascida Lee Sae-rom (hangul: 이새롬) em 7 de janeiro de 1997 (28 anos), em Suwon, Coreia do Sul . Líder, 7ª Vocalista, Rapper e Dançarina.
- Hayoung (hangul: 하영), nascida Song Ha-young (hangul: 송하영) em 29 de setembro de 1997 (27 anos), em Gwangju, Coreia do Sul . Sub-líder, 2ª Vocalista, Dançarina.
- Jiwon (hangul: 지원), nascida Park Ji-won (hangul: 박지원) em 20 de março de 1998 (27 anos), em Busan, Coreia do Sul . 1ª Vocalista.
- Jisun (hangul: 지선), nascida Roh Ji-sun (hangul: 노지선) em 23 de novembro de 1998 (26 anos), em Seul, Coreia do Sul. 8ª Vocalista.
- Seoyeon (hangul: 서연), nascida Lee Seo-yeon (hangul: 이서연) em 22 de janeiro de 2000 (25 anos), em Seul, Coreia do Sul . Rapper, 4ª Vocalista, Dançarina.
- Chaeyoung (hangul: 채영), nascida Lee Chae-young (hangul: 이채영) em 14 de maio de 2000 (25 anos), em Pohang, Coreia do Sul . 6ª Vocalista, Rapper, Dançarina.
- Nagyung (hangul: 나경), nascida Lee Na-gyung (hangul: 이나경) em 1 de junho de 2000 (25 anos), em Bundang, Coreia do Sul . 5ª Vocalista, Dançarina.
- Jiheon (hangul: 지헌), nascida Baek Ji-heon (hangul: 백지헌) em 17 de abril de 2003 (22 anos), em Boseong, Coreia do Sul . 9ª Vocalista, Rapper.

## Discografia

### Extended plays
| Título            | Detalhes | Melhores posições nas tabelas | Vendas               |
| Título            | Detalhes | COR                           | Vendas               |
| ----------------- | --- | ----------------------------- | -------------------- |
| To. Heart         | - Lançamento: 24 de janeiro de 2018 - Gravadora: Stone Music Entertainment - Formatos: CD, download digital e streaming     | 4                             | - : 22.279 - : 1,146 |
| To. Day           | - Lançamento: 5 de junho de 2018 - Gravadora: Stone Music Entertainment - Formatos: CD, download digital e streaming        | 4                             | - : 20,480 - : 958   |
| My Little Society | - Lançamento: 16 de setembro de 2020 - Gravadora: Off the Record Entertainment - Formatos: CD, download digital e streaming | 3                             | - : 55.251           |

### Álbunssingle
| Título      | Detalhes | Melhores posições nas tabelas | Vendas        |
| Título      | Detalhes | COR                           | Vendas        |
| ----------- | --- | ----------------------------- | ------------- |
| From.9      | - Lançamento: 10 de outubro de 2018 - Gravadora: Off the Record Entertainment - Formatos: CD, download digital e streaming | 3                             | - : 36,748    |
| Fun Factory | - Lançamento: 4 de junho de 2019 - Gravadora: Off the Record Entertainment - Formatos: CD, download digital e streaming    | 2                             | - KOR: 61,257 |

### Singles
| Título                                                                                   | Ano  | Melhores posições nas tabelas | Melhores posições nas tabelas | Melhores posições nas tabelas | Álbum             |
| Título                                                                                   | Ano  | COR                           | COR Hot.                      | EUA World                     | Álbum             |
| ---------------------------------------------------------------------------------------- | ---- | ----------------------------- | ----------------------------- | ----------------------------- | ----------------- |
| "Glass Shoes" (유리구두)                                                                 | 2017 | —                             | —                             | —                             | Single sem álbum  |
| "To Heart"                                                                               | 2018 | —                             | —                             | —                             | To. Heart         |
| "DKDK" (두근두근)                                                                        | 2018 | —                             | —                             | —                             | To. Day           |
| "Love Bomb"                                                                              | 2018 | —                             | —                             | 22                            | From.9            |
| "Fun!"                                                                                   | 2019 | —                             | 94                            | —                             | Fun Factory       |
| "Feel Good (SECRET CODE)"                                                                | 2020 | —                             | 82                            | —                             | My Little Society |
| "—" indica lançamentos que não figuraram nas paradas ou não foram lançados nessa região. |      |                               |                               |                               |                   |

### Trilha sonora
| Título                                                                                   | Ano  | Melhores posições nas tabelas | Melhores posições nas tabelas | Melhores posições nas tabelas | Álbum                                                |
| Título                                                                                   | Ano  | COR                           | COR Hot.                      | US World                      | Álbum                                                |
| ---------------------------------------------------------------------------------------- | ---- | ----------------------------- | ----------------------------- | ----------------------------- | ---------------------------------------------------- |
| "All Together Cha Cha Cha" (다함께 차차차)                                               | 2019 | —                             | —                             | —                             | Immortal Songs: Singing the Legend (Kim Byeong Geol) |
| "—" indica lançamentos que não figuraram nas paradas ou não foram lançados nessa região. |      |                               |                               |                               |                                                      |

### Videoclipes
| Ano  | Videoclipe                | Álbum             | Diretor(es)      | Ref.   |
| ---- | ------------------------- | ----------------- | ---------------- | ------ |
| 2017 | "Glass Shoes" (유리구두)  | Single sem álbum  | VISUALSFROM.     | [ 45 ] |
| 2018 | "To Heart"                | To. Heart         | Digipedi         | [ 46 ] |
| 2018 | "DKDK" (두근두근)         | To. Day           | Digipedi         | [ 47 ] |
| 2018 | "Love Bomb"               | From.9            | Digipedi         | [ 48 ] |
| 2019 | "Fun!"                    | Fun Factory       | Digipedi         | [ 49 ] |
| 2020 | "Feel Good (SECRET CODE)" | My Little Society | Wooje Kim (ETUI) |        |

## Filmografia

### Reality show
| Ano        | Título                 | Canal                |
| ---------- | ---------------------- | -------------------- |
| 2017       | Idol School            | Mnet                 |
| 2017       | Fromis’ Room           | Mnet e Facebook Live |
| 2017       | Fromis 9 TV Behind     | V Live               |
| 2017       | Mind Map               | V Live               |
| 2018       | THE 100 Season 2       | V Live               |
| 2018－2019 | Channel_9 Season 1     | V Live, YouTube      |
| 2019       | Channel_9 Season 2     | V Live, YouTube      |
| 2020       | Channel_9 In The HOUSE | V Live, YouTube      |

### Web drama
| Ano  | Título                                  | Canal                                 |
| ---- | --------------------------------------- | ------------------------------------- |
| 2018 | Welcome to Heal Inn                     | Naver V Live                          |
| 2019 | We See Winter                           | Naver V Live                          |
| 2019 | Dating Survival Course (com Gyuri)      | TvN D YouTube, Facebook, Olleh Mobile |
| 2020 | Psycho but It's Okay (with Jang Gyu-ri) | TvN                                   |

## Prêmios e indicações

### Asia Artist Awards
| Ano  | Categorja                                           | Recipiente | Resultado | Ref.   |
| ---- | --------------------------------------------------- | ---------- | --------- | ------ |
| 2018 | Artistas mais populares (Cantor) – Top 50           | Fromis 9   | Indicado  | [ 50 ] |
| 2018 | Prêmio em Ascensão                                  | Fromis 9   | Venceu    | [ 50 ] |
| 2019 | Artistas mais populares (Cantor) – Top 50           | Fromis 9   | Indicado  |        |
| 2019 | Prêmio de Popularidade da Starnews (Grupo feminino) | Fromis 9   | Indicado  |        |

### Asia Model Awards
| Ano  | Categoria                    | Recipiente | Resultado | Ref.   |
| ---- | ---------------------------- | ---------- | --------- | ------ |
| 2018 | Prêmio Nova Estrela (Cantor) | Fromis 9   | Venceu    | [ 51 ] |

### Gaon Chart Music Awards
| Ano  | Categoria           | Recipiente | Resultado | Ref. |
| ---- | ------------------- | ---------- | --------- | ---- |
| 2019 | Novo Artista do Ano | Fromis 9   | Indicado  |      |

### Golden Disc Awards
| Ano  | Categoria           | Recipiente | Resultado | Ref. |
| ---- | ------------------- | ---------- | --------- | ---- |
| 2019 | Rookie do Ano       | Fromis 9   | Indicado  |      |
| 2019 | Prêmio Popularidade | Fromis 9   | Indicado  |      |

### MBC Plus X Genie Music Awards
| Ano  | Categoria                       | Recipiente | Resultado | Ref.          |
| ---- | ------------------------------- | ---------- | --------- | ------------- |
| 2018 | Artista do Ano                  | Fromis 9   | Indicado  | [ 52 ] [ 53 ] |
| 2018 | Melhor Nova Artista Feminina    | Fromis 9   | Indicado  | [ 52 ] [ 53 ] |
| 2018 | Prêmio Popularidade Genie Music | Fromis 9   | Indicado  | [ 52 ] [ 53 ] |

### Korea Popular Music Awards
| Ano  | Categoria     | Recipiente | Resultado | Ref.   |
| ---- | ------------- | ---------- | --------- | ------ |
| 2018 | Rookie do Ano | Fromis 9   | Indicado  | [ 54 ] |

### Melon Music Awards
| Ano  | Categoria           | Recipiente | Resultado | Ref. |
| ---- | ------------------- | ---------- | --------- | ---- |
| 2018 | Melhor Novo Artista | Fromis 9   | Indicado  |      |

### Mnet Asian Music Awards
| Ano  | Categoria                    | Recipiente | Resultado | Ref.   |
| ---- | ---------------------------- | ---------- | --------- | ------ |
| 2018 | Melhor Nova Artista Feminina | Fromis 9   | Indicado  | [ 55 ] |

### Seoul Music Awards
| Ano  | Categoria              | Recipiente | Resultado | Ref. |
| ---- | ---------------------- | ---------- | --------- | ---- |
| 2019 | Prêmio Novo Artista    | Fromis 9   | Indicado  |      |
| 2019 | Prêmio Popularidade    | Fromis 9   | Indicado  |      |
| 2019 | Prêmio Hallyu Especial | Fromis 9   | Indicado  |      |

### V Live Awards
| Posição | Ano  | Categoria    | Recipiente | Resultado | Ref.   |
| ------- | ---- | ------------ | ---------- | --------- | ------ |
| 4°      | 2019 | Rookie Top 5 | Fromis 9   | Venceu    | [ 56 ] |